# Childhood Autism Rating Scale
Pour les articles homonymes, voir CARS.
La Childhood Autism Rating Scale (CARS) est une échelle d'évaluation de l'autisme infantile qui a été élaborée et adaptée pour l'âge pré-scolaire. Elle a été développée par les chercheurs américains Eric Schopler, Robert J. Reichler et Barbara Rochen Renner. 
Les comportements et les réactions de l'enfant sont observés durant les séances d'évaluation. Cette procédure structurée d'évaluation diagnostique fournit une base pour juger le comportement et donne un profil des acquisitions de l'enfant. Pour chaque domaine qui doit être évalué, une situation appropriée ou une activité sont décrites. Les évaluations peuvent être réalisées par l'examinateur ou par un observateur. Le but de l'échelle est d'évaluer le comportement sans recherche des causes. Le score total et la nature des perturbations permettra de distinguer un autisme des autres désordres du développement de l'enfant. 
Cette échelle présente 15 items : les relations avec les personnes, l'imitation (verbale ou motrice), l'affectivité, l'utilisation du corps, la relation aux objets, l'adaptation aux changements de l'environnement, les réponses visuelles, les réponses auditives, les récepteurs de la proximité, la réaction d'anxiété, la communication verbale, la communication non verbale, le niveau d'activité (motricité), le fonctionnement intellectuel et les impressions générales.